# Adonis mort, avec son chien
Adonis mort, avec son chien est une peinture mythologique réalisée par le peintre français Laurent de La Hyre entre 1628 et 1630. Le tableau est conservé au musée du Louvre.

## Description
Le tableau illustre le mythe d'Adonis, jeune chasseur aimé de Vénus, représenté ici gisant après avoir été mortellement blessé par un sanglier. À ses côtés se trouve son chien, dont le pelage détaillé ajoute une touche naturaliste à la composition. La posture monumentale d'Adonis et le cadrage accentuent la présence dramatique de la scène,.
Cette œuvre de jeunesse de Laurent de La Hyre présente des similitudes stylistiques avec d'autres de ses créations, notamment Hercule et Omphale du musée palatin de Heidelberg et Les Deux chiens dans un paysage du musée des Beaux-Arts d'Arras, daté de 1632. Ces œuvres témoignent de l'influence du maniérisme bellifontain sur l'artiste,.

## Histoire
Le tableau apparaît dans l'inventaire des biens de la mère de l'artiste, le 15 décembre 1638, sous la mention un Adonis mort, puis au décès de Laurent de la Hyre comme « un tableau peint sur toile sans bordure sur lequel est représenté un Adonis mort avec son chien ». Le parcours du tableau après son décès est inconnu, mais il est probable que celui-ci ait été transmis à Philippe de La Hire, son fils et reste dans la famille.
Redécouverte lors d'une vente aux enchères à Stockholm en 1994, alors attribuée à Michele Desubleo, l'œuvre est acquise par le musée du Louvre cette même année,. Le tableau ne possède aucune signature et son attribution à Laurent de La Hyre est confirmée par des comparaisons avec plusieurs tableaux et gravures. La mention du tableau au sein de deux inventaires, celui de la mère de l'artiste, puis celui au décès de l'artiste, confortent l'hypothèse.